# 花斑船鸭
花斑船鸭（学名：Tachyeres patachonicus），是雁形目鸭科的一种鸟类。

## 特征
花斑船鸭体重约2821.55克，翼长约287毫米，嘴峰长约53.7毫米，喙宽度约25毫米，喙厚度约20.3毫米，跗蹠长约53.1毫米，尾长约98毫米。花斑船鸭是部分迁徙的鸟类，其栖息在开放的海洋及海岛环境中，食性为肉食性，主要食物来源是水生动物。

## 分布
智利南部（北至毛莱）和阿根廷南部（北至内乌肯和布宜诺斯艾利斯南部）。